# Simeó d'Eucaita
Simeó d'Eucaita (grec antic: Συμεών o Συμεάνης, llatí: Symeon o Simeon o Symeones) va ser arquebisbe d'Eucaita a la Regió del Pont.
Va ser també un escriptor grec de data incerta i se suposa que devia viure probablement cap al final del segle ix.
Es conserven dues de les seves cartes manuscrites: Epistolae duae ad Joannem Monachum, que cita Lleó Al·laci. Fabricius l'inclou a la Bibliotheca Graeca.